# Эялет Багдад
Эялет Багдад (осман. ایالت بغداد; Eyālet-i Baġdād‎) — иракский эялет в Османской империи, столицей эялета был город Багдад. Площадь эялета в XIX веке — 161 120 км2.

## История
Шах сефевидов Исмаил I захватил Багдад в 1508 году. После присоединения сефевидов, мусульмане-сунниты, евреи и христиане стали целями преследования, и были убиты за то, что исповедовали другую религию. Кроме того, шах Исмаил приказал разрушить могилу Абу Ханифы, основателя ханафитской школы права, которую турки приняли в качестве официального юридического руководства.
В 1534 году, Багдад был захвачен Османской империей, эялет был создан в 1535.. Между 1623 и 1638, территория эялета вновь контролировалась Ираном, однако эялет был решительно отбит османами в 1638 году. В 1639 году между Ираном и Османской империей был заключён Зухабский мир, по которому турки закрепляли Багдад за собой.

## Административное деление
Санджаки эялета Багдад в XVII веке:
| Seven of the eighteen Sanjaks of this eyalet were divided into ziamets and Timars: 1. Санджак Хилла 2. Санджак Зенгабад 3. Санджак Джавазар 4. Санджак Румая 5. Санджак Джангула 6. Санджак Кара-Таг 7. [название седьмого санджака отсутствует] | Остальные одиннадцать санджаков полностью подчинялись правителям: 1. Санджак Тертен 2. Санджак Самват 3. Санджак Биат 4. Санджак Дерне 5. Санджак Дех-Балад 6. Санджак Эвсет 7. Санджак Керне-Дех 8. Санджак Демир-Капу 9. Санджак Карани 10. Санджак Килан 11. Санджак Аль-Сах |